# Риги, Итало
И́тало Ри́ги (итал. Italo Righi; род. 5 июня 1959, Сассофельтрио, Италия) — дважды капитан-регент Сан-Марино с 1 апреля по 1 октября 2012 года, избран вместе с Маурицио Раттини и повторно с 1 апреля 2025 года вместе с Денизой Бронцетти.

## Биография
В 1985 году вступил в Христианско-демократическую партию Сан-Марино. С 1990 года работал инструктором по вождению. С 1984 по 1994 год был членом муниципалитета Монтеджардино, а в 1997—2008 годах капитаном Монтеджардино.
В 2008 году Риги избран депутатом Большого Генерального совета от имени ХДП. Член парламентских комитетов по иностранным делам и внутренним делам.
В середине марта 2025 года он был повторно избран руководителем Сан-Марино вместе с Денизой Бронцетти.
Итало Риги женат на Марии Бальбо, имеет троих детей и пятерых внуков.